# 2002 XJ91
2002 XJ91, também escrito como 2002 XJ91, é um objeto transnetuniano que está localizado no Cinturão de Kuiper, uma região do Sistema Solar. Este corpo celeste é classificado como um provável plutino, pois, o mesmo está em uma ressonância orbital de 2:3 com o planeta Netuno. Ele possui uma magnitude absoluta de 8,3 e tem um diâmetro estimado com 96 km.

## Descoberta
2002 XJ91 foi descoberto no dia 5 de dezembro de 2002, pelo astrônomo Marc W. Buie.

## Órbita
A órbita de 2002 XJ91 tem uma excentricidade de 0,270 e possui um semieixo maior de 39,609 UA. O seu periélio leva o mesmo a uma distância de 28,895 UA em relação ao Sol e seu afélio a 50,322 UA.